# Aristolochia claveriana
Aristolochia claveriana là một loài thực vật có hoa trong họ Aristolochiaceae. Loài này được L.Uribe mô tả khoa học đầu tiên năm 1955.